# ميكي باي جونيور
ميكي باي جونيور (بالإنجليزية: Mickey Bey, Jr.)‏ مواليد 27 يونيو 1983 في كليفلاند، هو ملاكم محترف أمريكي يصنف ضمن فئة الوزن الخفيف. حقق بطولة الاتحاد الدولي للملاكمة.

## إحصائيات
خاض خلال مسيرته 26 نزالا، فاز في 22 وتعادل في 1 وخسر في 2. فاز بالضربة القاضية في 10 نزالات.

## روابط خارجية
- ميكي باي جونيور على موقع بوكس ريك (الإنجليزية) (registration required)